# Hóquei em patins nos Jogos Sul-Americanos
Os Jogos Sul-Americanos de Hóquei em Patins foram criados pela Confederação Sul-Americana de Skate anunciou que serão disputados o Campeonato Sul-Americano de Clubes de Hóquei em Patins será a XXXIII edição em homens e a VI edição nos femininos - entre 28 de Maio a 5 de Junho de 2022; enquanto o Campeonato Americano de Hóquei em Patins ou Copa América  –II edição no feminino, XIX edição no masculino- será disputado entre 7 de Junho a 12 de Junho de 2022. 
A primeira edição dos Jogos Sul-americanos de Desportos sobre Rodas que serão realizados na cidade San Juan Argentina entre 7 de Junho a 12 de Junho de 2022. Esta competição será organizada pela CSP, a Federação Sul-Americana de Patinagem. 